# Tromatobia rufopectus
Tromatobia rufopectus là một loài tò vò trong họ Ichneumonidae.